# Josh Bell (baseball, 1992)
Pour les articles homonymes, voir Josh Bell et Bell.
Joshua Evan Bell (né le 14 août 1992 à Irving, Texas, États-Unis) est un joueur de premier but et voltigeur de droite des Diamondbacks de l'Arizona de la Ligue majeure de baseball.

## Carrière
Josh Bell est réclamé au 2e tour de sélection par les Pirates de Pittsburgh lors du repêchage amateur de 2011. Bell jouait à ce moment pour son école secondaire à Dallas mais avait signifié sa ferme intention d'honorer la saison suivante une offre reçue de l'université du Texas, ce qui incite plusieurs clubs du baseball majeur à l'ignorer au premier tour de sélection du repêchage, estimant avoir peu de chances de le mettre sous contrat,. Mais les Pirates réussissent à convaincre Bell et lui accordent, à la signature d'un contrat professionnel à l'été 2011, une prime à la signature de 5 millions de dollars, alors une somme record pour un joueur choisi après la première ronde du repêchage,. Un joueur de champ extérieur à l'école secondaire Jesuit High School, Bell est mis à l'essai au poste de joueur de premier but dans les ligues mineures vers la fin 2014, les Pirates ne prévoyant pas avoir de place pour lui au sein de leur champ extérieur, occupé par le trio d'élite composé de Starling Marte, Andrew McCutchen et Gregory Polanco.
Josh Bell participe au match des étoiles du futur en 2014 à San Diego et en 2015, où il frappe un circuit à Cincinnati
Bell fait ses débuts dans le baseball majeur avec Pittsburgh le 8 juillet 2016 comme frappeur suppléant face aux Cubs de Chicago, et réussit son premier coup sûr aux dépens du lanceur Neftalí Feliz. Il frappe 3 circuits et compile 19 points produits en 45 matchs des Pirates en 2016, et frappe pour ,273 de moyenne au bâton. Il est surtout utilisé au premier but par Pittsburgh en 2017.